# Greta Granstedt
Greta Granstedt (nacida como Irene Louise Granstedt; 13 de julio de 1907 – 7 de octubre de 1987) fue una actriz de cine y televisión estadounidense.

## Primeros años de vida
Irene "Greta" Granstedt fue la segunda hija de Theodore y Emma Granstedt, nacida en Scandia, Kansas.  La familia Granstedt fue una de las cinco familias pioneras de Suecia que se establecieron en esta comunidad del centro norte de Kansas en 1867-68. Las familias abandonaron Suecia en respuesta a las terribles condiciones de los tres años de miseria en Suecia.

## Tiroteo de Harold Galloway
Granstedt ganó notoriedad y atención generalizada de los medios por primera vez en abril de 1922 después de que le disparó a su novio de 17 años, Harold Galloway, con una pistola que le había prestado un amigo. Granstedt, que entonces sólo tenía 14 años, afirmó en entrevistas que el tiroteo fue accidental, afirmación que coincidió con la propia historia del incidente de Galloway.

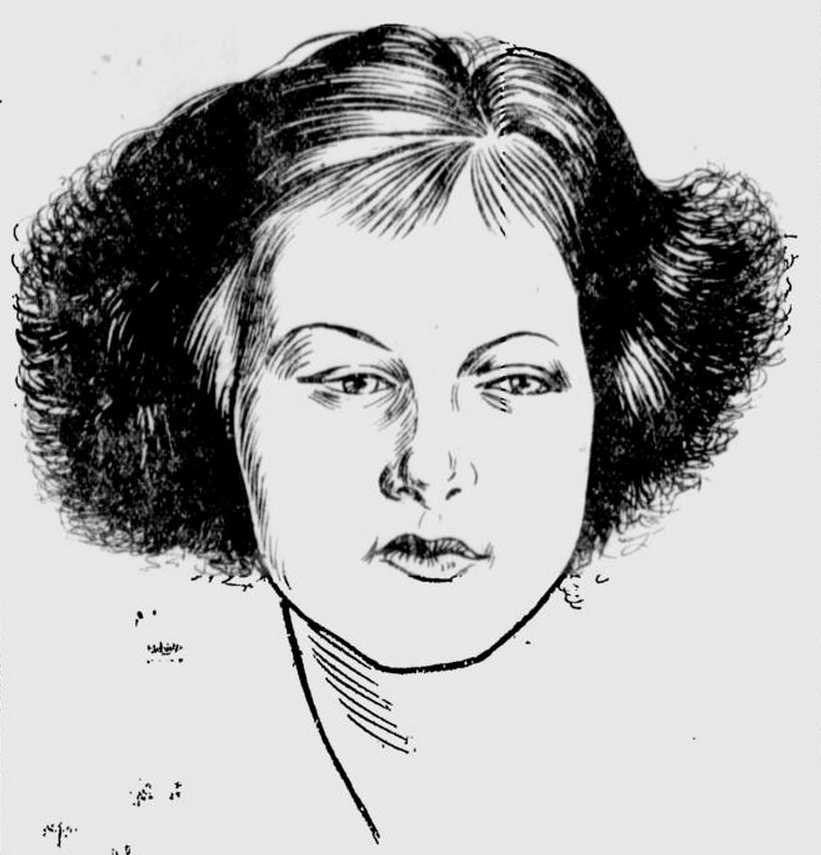
Boceto periodístico de Irene Granstedt, de 14 años, 1922

Esa noche caminé hasta la casa de Buster, que está a una milla y media en el campo. Me llevé el arma porque supongo que tenía miedo de salir y regresar solo. (. . .) Empecé a casa y conocí a un novio que se ofreció a llevarme. Él iba a la fiesta en la casa parroquial y cuando llegamos a la esquina le dije que me bajaría y caminaría el resto del camino. Me dirigí a casa y después de que él les dijo a Harold y Buster dónde estaba, comenzaron a perseguirme. (. . .) Cuando vi venir a Harold, quise hacer las paces, y no quise hacer las paces. Supongo que no sabía lo que quería hacer. Me escondí detrás de un árbol, pero mi pie se enredó en mi capa y tropecé y él me vio. Harold se acercó a mí y me dijo: '¡Oh, de qué sirve luchar!' Hagamos las paces y tengamos las cosas como estaban antes. ¡Empecemos todo de nuevo! ' Pero algo dentro de mí no me dejaba hacer las paces. No sentía que las cosas pudieran volver a estar bien alguna vez. Y dije: 'No, si no soy lo suficientemente bueno para hablar conmigo en la escuela, ¡no soy lo suficientemente bueno para hacer las paces! ' (. . .) Harold dio un paso hacia mí y le dije que se quedara dónde estaba, que no me tocara. Y saqué el arma de la funda y pensé en asustarlo. Harold dijo: '¡Dispara, no soy amarillo!' ' y luego agarró el arma y se disparó. 
Aunque los periódicos originalmente imprimieron esta versión de las cosas, pronto cambiaron a una visión más tentadora, afirmando que Granstedt se escondió en las sombras con el arma, esperando dispararle a Galloway como venganza por haber asistido al baile parroquial con otra chica. Esta versión de la historia seguiría imprimiéndose, incluso décadas después.  El padre y la tía de Galloway se inclinaron por esta historia diciendo que Granstedt era celosa y posesiva, y que ella consiguió el arma y buscó a Galloway para asustarlo. La tía creía que Granstedt disparó a Galloway para evitar que ingresara a la marina y así la abandonara. 
Granstedt no fue acusado ni por la víctima ni por sus padres. Originalmente se creía que Galloway moriría cuando se desarrollara peritonitis en la herida,  sin embargo, su condición mejoró mucho en cuestión de días.  Granstedt fue llevada a juicio en un tribunal de menores el 30 de junio de 1922, donde fue condenada a pasar tiempo en un reformatorio y fue desterrada de Mountain View. 

## Pre-carrera
Greta dejó Mountain View cuando era joven y pasó los siguientes años en San Francisco. Entre otras formas de ganarse la vida, modeló en la Asociación de Arte de San Francisco en el verano de 1926. En 1927 ella y un acompañante viajaron de San Francisco a Los Ángeles. Existe cierta confusión sobre quién era el compañero o cómo llegó la pareja a Hollywood. Según los informes, ella y Bessie Hyde tomaron un vapor de San Francisco a Los Ángeles. Bessie conoció a Glen Hyde en ese viaje, se enamoró y selló su destino como corredora perdida del río. Greta, se dice, desembarcó del viaje con el deseo de convertirse en estrella de cine y la elección de un nuevo nombre. Abordó como Eraine, nombre que había adoptado en San Francisco, y partió como Greta. Se embarcó como una californiana nacida en Kansas y desembarcó como una estrella en espera nacida en Suecia.  Otra fuente sostiene que Greta, sobreviviendo a duras penas a las penurias de vivir sola en San Francisco, hizo autostop desde el norte hasta el sur de California en compañía de Geraldine Andrews 
En 1929, Greta se había reconciliado con sus padres. Se embarcaron desde San Francisco a bordo del viejo vapor de pasajeros, el San Juan. El 2 de septiembre, el San Juan chocó con el petrolero SCT Dodd frente a Pigeon Point, California, cerca de la ubicación del faro de Pigeon Point. Su padre sobrevivió, pero su madre estuvo entre las 77 personas que se ahogaron en el incidente.  La tragedia se desarrolló durante varios meses en Los Ángeles y el equipo fue declarado negligente.

## Carrera
A mediados de la década de 1920, Greta había aparecido junto a Joseph Schildkraut en una producción de Los Ángeles de From Hell Came a Lady. 
Una de sus primeras apariciones cinematográficas fue en un pequeño papel en Buck Privates (1928), con la actriz de cine húngara Lya de Putti, e hizo su debut sonoro en The Last Performance (1929). Continuó interpretando principalmente papeles secundarios, algunos de los cuales fueron memorables. Apareció como la hija de Beulah Bondi en el drama criminal Street Scene (1931) y como la amiga de Margo en Crime Without Passion (1934). 
Mientras estuvo en la ciudad de Nueva York, Greta apareció en tres obras de Broadway, la efímera Tomorrow's Harvest (cuatro funciones, inaugurada el 4 de diciembre de 1934 en el 49th St. Theatre) y la de mayor duración If a Body (45 funciones, estrenada en abril). 30 de diciembre de 1935 en el Teatro Biltmore). En la temporada 1936-37, estuvo en el drama Thirsty Soil en el 48th St. Theatre (inauguración el 3 de febrero de 1937, 13 funciones). 
Regresó a Hollywood para quizás su papel más recordado, el de Anna Wahl, junto a Alan Ladd como la única mujer en una célula de resistencia clandestina en Hitler, la bestia de Berlín (1939). Ella interpreta a la esposa coqueta que busca extraviarse en su breve aparición en Operador telefónico (1937). Apareció en la comedia There Goes My Heart como Thulda, la criada sueca que llega a Nueva York para visitar a su tío Björn Björnsson. Sus papeles en la década de 1940 fueron menores. Apareció como la Sra. Lars Faraassen en Our Vines Have Tender Grapes (1945), apareciendo en la fiesta de Navidad y en escenas de quema de graneros.
En 1958, interpretó a una ama de casa de California que recibía al Conde Drácula de Francis Lederer en su casa suburbana en El regreso de Drácula. Durante la década de 1960, apareció en programas de televisión, incluidos Perry Mason, Peter Gunn, The Millionaire, Lassie y Dragnet.

## Vida personal
Granstedt estuvo casado ocho veces, cuatro de las cuales fueron anuladas . Su primer matrimonio, en 1923, con Robert Blieber, fue anulado porque Greta era menor de edad. Su segundo matrimonio, con Robert Lowenthal, un artista de California, en 1926, también fue anulado. Su tercer matrimonio, con Ramón Ramos, en 1933, fue celebrado por el alcalde de Nueva York de un año y un mandato, John P. O'Brien . El matrimonio duró sólo dieciocho meses. Ramos era líder de una banda latina y bailarín de tango. Granstedt se unió a él en el Miami Biltmore en el otoño de 1933.  En 1935, Granstedt se casó con el veterano, diseñador y fotógrafo francés de la Primera Guerra Mundial Marcel Olis, en Greenwich, Connecticut. No está claro cuánto duró este matrimonio, pero también terminó en divorcio.
Su quinto marido fue Max de Vega, un pintor mate.  La pintura mate es una técnica de efectos especiales cinematográficos que implica la pintura de fondos de películas sobre vidrio. Casada en México, estaba considerando divorciarse cuando descubrió que De Vega todavía estaba casada con una esposa anterior y, por lo tanto, buscó la anulación en lugar del divorcio. Fue con De Vega que Granstedt hizo que el arquitecto californiano Harwell Harris le diseñara una casa.  La casa de Hollywood todavía existe y Greta vivió en ella durante la década de 1950.
En 1944, Granstedt se casó por sexta vez, esta vez con el mayor Lawrence Wright. El matrimonio fue anulado cuando Wright, al igual que De Vega, demostró que todavía estaba casado con otra mujer. En 1947 se casó por séptima vez. Debido a que cuatro de los matrimonios anteriores habían sido anulados, los informes periodísticos de la época describieron esta como "su segunda boda, la primera de él". Ella y su esposo Arthur G. Forbes (1947-1951) adoptaron un hijo de Tennessee en 1948. En 1951, a Greta se le concedió la custodia del niño que ella y Forbes habían adoptado tres años antes. Llamaron al niño Christopher Michael.  Su último matrimonio, en 1965, fue con Howard Thomas. Para entonces, Greta había sido tratada por cáncer de garganta y se había recuperado. Ella y Thomas compraron un rancho en Columbia Británica.

## Filmografía seleccionada
- The Girl from Everywhere (1927) - Minor Role (uncredited)
- Buck Privates (1928) - Minor Role (uncredited)
- Excess Baggage (1928) - Betty Ford
- Close Harmony (1929) - Eva Larue
- College Love (1929) - (uncredited)
- The Last Performance (1929) - Sister Avt (uncredited)
- Mexicali Rose (1929) - Marie's Blonde Friend (uncredited)
- Embarrassing Moments (1930) - Betty Black
- Caught Short (1930) - Fanny Lee
- Sunny Skies (1930) - College Widow
- What a Man! (1930) - Hanna, the Maid
- The Lightning Express (1930, Serial) - Kate
- Hot Curves (1930) - Girlfriend
- Street Scene (1931) - Mae Jones
- The Deceiver (1931) - Celia Adams
- The Secret Witness (1931) - Moll (uncredited)
- Manhattan Parade (1931) - Charlotte Evans
- After Tomorrow (1932) - Betty
- They Never Come Back (1932) - Mary Nolan
- Night World (1932) - Blonde (uncredited)
- McKenna of the Mounted (1932) - Shirley Kennedy
- The Night Club Lady (1932) - Eunice Tahon
- Hat Check Girl (1932) - A Party Guest (uncredited)
- The Devil Horse (1932) - Linda Weston
- Madison Square Garden (1932) - Blonde (uncredited)
- Deception (1932)
- Crime Without Passion (1934) - Della (uncredited)
- Telephone Operator (1937) - Sylvia Sommers
- The Adventures of Marco Polo (1938) - Kaidu Maid (uncredited)
- You and Me (1938) - Sales Clerk (uncredited)
- Reformatory (1938) - Millie
- Marie Antoinette (1938) - Woman in Gaming House (uncredited)
- The Last Express (1938) - Gladys Hewitt
- There Goes My Heart (1938) - Thelda - Joan's Swedish Maid (uncredited)
- When Tomorrow Comes (1939) - Waitress (uncredited)
- Hitler, Beast of Berlin (1939) - Anna Wahl
- Road to Singapore (1940) - Babe (uncredited)
- Women Without Names (1940) - Inmate (uncredited)
- Stranger on the Third Floor (1940) - Housekeeper (uncredited)
- Third Finger, Left Hand (1940) - Selma (uncredited)
- A Man Betrayed (1941) - Information Booth Clerk (uncredited)
- Dangerous Lady (1941) - Leila Bostwick
- Sing Another Chorus (1941) - Soubrette (uncredited)
- Lady Bodyguard (1943) - Gertie (uncredited)
- I Escaped from the Gestapo (1943) - Hilda (uncredited)
- First Comes Courage (1943) - Girl Assistant (uncredited)
- The Story of Dr. Wassell (1944) - Dutch Nurse (uncredited)
- Here Come the Waves (1944) - Operator at Control Tower (uncredited)
- Roughly Speaking (1945) - Anna's Maid (uncredited)
- Twice Blessed (1945) - Mary's Maid (uncredited)
- Our Vines Have Tender Grapes (1945) - Mrs. Faraassen
- Nocturne (1946) - Clara (uncredited)
- The Razor's Edge (1946) - Hospital Telephone Operator (uncredited)
- Unconquered (1947) - Woman (uncredited)
- Cass Timberlane (1947) - Dagmar (uncredited)
- The Gangster (1947) - Minor Role (uncredited)
- On Our Merry Way (1948) - Mr. Sadd's Secretary (uncredited)
- Hazard (1948) - Woman in Evening Gown in Tank (uncredited)
- Joan of Arc (1948) - Townswoman (uncredited)
- Blondie's Secret (1948) - Mona the Moll
- The Crooked Way (1949)	- Hazel Downs
- Red, Hot and Blue (1949) - Movie Patron in Trailer (uncredited)
- Johnny Holiday (1949) - Mrs. Holiday
- Samson and Delilah (1949) - Temple Spectator (uncredited)
- Dark City (1950) - Margie (uncredited)
- The Enforcer (1951) - Mrs. Lazich (uncredited)
- Cause for Alarm! (1951) - Mom (uncredited)
- The Greatest Show on Earth (1952) - Spectator (uncredited)
- The Atomic City (1952) - F.B.I. Agent (uncredited)
- The Juggler (1953) - Carah (uncredited)
- Here Come the Girls (1953) - Washwoman (uncredited)
- Hot News (1953) - Maid (uncredited)
- The Eddie Cantor Story (1953) - Rachel Tobias
- The Birds and the Bees (1956) - Guest (uncredited)
- The Iron Sheriff (1957) - Ellie - Leveret's Sister (uncredited)
- Desire Under the Elms (1958) - Men (uncredited)
- The Return of Dracula (1958) - Cora Mayberry
- The Party Crashers (1958) - Phyllis (uncredited)